# NTT DOCOMO
Das Unternehmen NTT Docomo Inc. (jap. 株式会社NTTドコモ, Kabushiki-gaisha Enu Ti Ti Dokomo), gelistet im Nikkei 225, ist mit über 53 Millionen Kunden der größte Mobilfunkanbieter in Japan und Tochtergesellschaft der NTT (Nippon Telegraph and Telephone Corporation), die mit 63,32 % beteiligt ist. Hauptsitz ist Tokio.

## Geschichte
Das Unternehmen wurde 1992 gegründet, verkaufte ab 1993 analoge mobile Sprachdienste, wird seit 1998 an der Börse in Tokio gehandelt und hat 2001 mit FOMA seinen mit UMTS vergleichbaren 3G Dienst gestartet. Zusätzlich gründete das Unternehmen zusammen mit der E-Plus-Konzernmutter KPN und Hutchison Whampoa im Juli 2000 ein Konsortium zur gemeinsamen Teilnahme an der Versteigerung der UMTS-Lizenzen in Deutschland. 
NTT Docomo ist mit über 15 Millionen Kunden einer der größten Anbieter von mobilen Diensten der dritten Generation. Unter anderem entwickelte das Unternehmen durchsichtige Touchscreens, welche die Steuerung von Smartphones sowohl über die Vorder- als auch über die Rückseite gestatten. Des Weiteren bietet NTT Docomo eine App für Smartphones, die während eines Telefonats zweier Personen zwischen der japanischen und englischen Sprache simultan übersetzt. Seinen 4G Dienst hat NTT Docomo mit LTE im Dezember 2010 in Japan und weltweit gestartet.
NTT Docomo hat unter anderem Handheld-PCs mit dem Windows-CE-Betriebssystem gefertigt. Diese verfügen über eingebaute FOMA-Module und diverse andere High-Tech-Features. Dazu zählen zum Beispiel der sigmarion II oder der sigmarion III. Letzterer ist nur in Japan vertrieben worden und dort auch nur in japanischer Systemsprache. Es gibt jedoch Entwicklungen, diese Geräte mithilfe von sogenannten MUI-Sprachpaketen ‚anderssprachig‘ zu konfigurieren. Zurzeit ist ein englisches und ein deutschsprachiges Paket (siehe Link) bekannt. In Deutschland wurde NTT Docomo als Erfinder von i-mode bekannt.
NTT Docomo hat außerhalb Japans Forschungslabore in Palo Alto (seit 1999), Peking (seit 2003) und die Docomo Euro-Labs in München-Laim (seit 2000).
Seit Dezember 2009 hält NTT Docomo über 80 % der Aktien des deutschen Mobilfunkunternehmens Docomo Digital Germany.

## Emoji
Shigetaka Kurita gehörte zu dem Team, das an der mobilen Internetplattform i-mode von NTT DoCoMo arbeitete, und wurde oft als der erste Erfinder der Emoji bezeichnet. Mittlerweile wurde dies korrigiert. Tatsächlich hat SoftBank sein Emoji-Set 1997 auf dem DP-211SW-Mobiltelefon veröffentlicht.